# Aurora (hrabstwo Cayuga)
Aurora – wieś w Stanach Zjednoczonych, w stanie Nowy Jork, w hrabstwie Cayuga.